# Sonnaz
Sonnaz és un municipi francès situat al departament de la Savoia i a la regió d'Alvèrnia-Roine-Alps. L'any 2007 tenia 1.271 habitants.

## Demografia

### Població
El 2007 la població de fet de Sonnaz era de 1.271 persones. Hi havia 481 famílies de les quals 91 eren unipersonals (50 homes vivint sols i 41 dones vivint soles), 166 parelles sense fills, 199 parelles amb fills i 25 famílies monoparentals amb fills.
La població ha evolucionat segons el següent gràfic:
Habitants censats

### Habitatges
El 2007 hi havia 529 habitatges, 486 eren l'habitatge principal de la família, 23 eren segones residències i 20 estaven desocupats. 462 eren cases i 66 eren apartaments. Dels 486 habitatges principals, 389 estaven ocupats pels seus propietaris, 83 estaven llogats i ocupats pels llogaters i 13 estaven cedits a títol gratuït; 2 tenien una cambra, 23 en tenien dues, 50 en tenien tres, 112 en tenien quatre i 299 en tenien cinc o més. 428 habitatges disposaven pel capbaix d'una plaça de pàrquing. A 177 habitatges hi havia un automòbil i a 283 n'hi havia dos o més.

### Piràmide de població
La piràmide de població per edats i sexe el 2009 era:
| Homes | Edats   | Dones |
| ----- | ------- | ----- |
| 0     | 95 o +  | 0     |
| 0     | 90 a 94 | 12    |
| 4     | 85 a 89 | 8     |
| 12    | 80 a 84 | 4     |
| 24    | 75 a 79 | 20    |
| 20    | 70 a 74 | 20    |
| 24    | 65 a 69 | 16    |
| 48    | 60 a 64 | 28    |
| 16    | 55 a 59 | 32    |
| 60    | 50 a 54 | 52    |
| 36    | 45 a 49 | 28    |
| 28    | 40 a 44 | 40    |
| 64    | 35 a 39 | 64    |
| 52    | 30 a 34 | 40    |
| 44    | 25 a 29 | 36    |
| 28    | 20 a 24 | 28    |
| 32    | 15 a 19 | 12    |
| 60    | 10 a 14 | 32    |
| 52    | 5 a 9   | 40    |
| 56    | 0 a 4   | 24    |

## Economia
El 2007 la població en edat de treballar era de 826 persones, 611 eren actives i 215 eren inactives. De les 611 persones actives 571 estaven ocupades (295 homes i 276 dones) i 40 estaven aturades (19 homes i 21 dones). De les 215 persones inactives 79 estaven jubilades, 76 estaven estudiant i 60 estaven classificades com a «altres inactius».

### Ingressos
El 2009 a Sonnaz hi havia 552 unitats fiscals que integraven 1.471 persones, la mediana anual d'ingressos fiscals per persona era de 21.452 €.

### Activitats econòmiques
Dels 49 establiments que hi havia el 2007, 1 era d'una empresa alimentària, 5 d'empreses de fabricació d'altres productes industrials, 18 d'empreses de construcció, 8 d'empreses de comerç i reparació d'automòbils, 1 d'una empresa de transport, 2 d'empreses d'hostatgeria i restauració, 3 d'empreses d'informació i comunicació, 6 d'empreses de serveis, 4 d'entitats de l'administració pública i 1 d'una empresa classificada com a «altres activitats de serveis».
Dels 15 establiments de servei als particulars que hi havia el 2009, 1 era un taller de reparació d'automòbils i de material agrícola, 2 paletes, 5 guixaires pintors, 2 fusteries, 2 lampisteries, 1 electricista i 2 restaurants.
L'únic establiment comercial que hi havia el 2009 era una botiga de mobles.
L'any 2000 a Sonnaz hi havia 24 explotacions agrícoles que ocupaven un total de 66 hectàrees.

## Equipaments sanitaris i escolars
El 2009 hi havia una escola elemental.

## Poblacions més properes
El següent diagrama mostra les poblacions més properes.